# أرماند بوتزيسي
أرماند بوتزيسي مواليد 30 نوفمبر 1916 في بلجيكا - الوفاة 21 نوفمبر 2003 في سينت-يانس-مولينبيك، بلجيكا، كان دراج بلجيكي. سبق أن شارك في دورة الألعاب الأولمبية الصيفية وفاز بميدالية أولمبية.

## الميداليات
| الميدالية | المسابقة                       |
| --------- | ------------------------------ |
| برونزية   | الألعاب الأولمبية الصيفية 1936 |